# ABS2 (sittvagn)
ABS2 är en sittvagn som byggts om från en B5-vagn. Vagnen byggdes om av Tågab under 2017 och används i deras trafik. När vagnen byggdes om så byggdes en kupé om till enklare kiosk- och tjänstekupé. Två kupéer slogs också ihop till en större första klass-kupé. Vagnen är också utrustades med wifi. Totalt består vagnen av en första klass-kupé, två andra klass-kupéer och en andra klass-salong. Vagnen har dessutom barnvagnsplats.